# Partick Thistle FC
Partick Thistle FC je fotbalový klub ze skotského Glasgow, založený roku 1876. Je to třetí největší fotbalový klub v Glasgow, po Celticu a Rangers. Je také často útočištěm fanoušků, kteří nesdílí nábožensky motivované fandění příznivců obou větších klubů.
Stadión se nachází v západní části města (Firhill), nedaleko Maryhill road od roku 1909.

## Historie
Klub byl založen roku 1876 v Particku (městská část Glasgow), odkud také pochází jméno klubu spolu s Thistle (=bodlák ţ národní symbol Skotska). Během 33 let hrálo mužstvo na několika stadiónech, až se v roce 1909 přesunulo na Firhill.
V klubové historii vyčnívají především dva úspěchy, a to vítězství ve Skotském poháru v roce 1921 a vítězství ve Skotském ligovém poháru v roce 1971. Partick hrál třikrát evropské poháry, v ročnících 1963/64 (kdy byl vyřazen Spartakem ZJŠ Brno), 1972/73 a 1995.

## Barvy
Klubové barvy jsou červená, žlutá a černá, to je „ani zelená (Celtic), ani modrá (Rangers)“, jak s oblibou tvrdí fanoušci.

## Fotogalerie

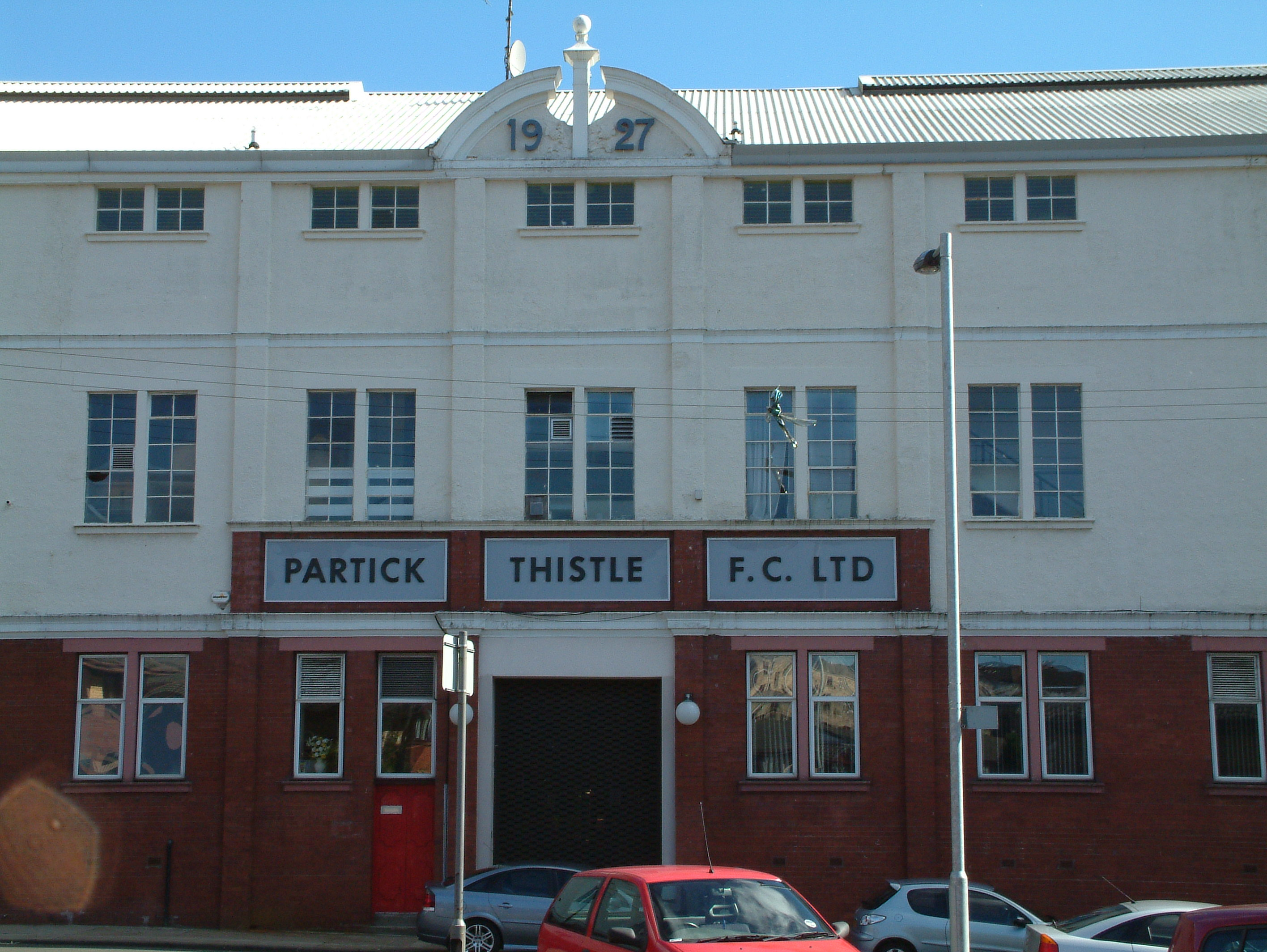
Hlavní brána
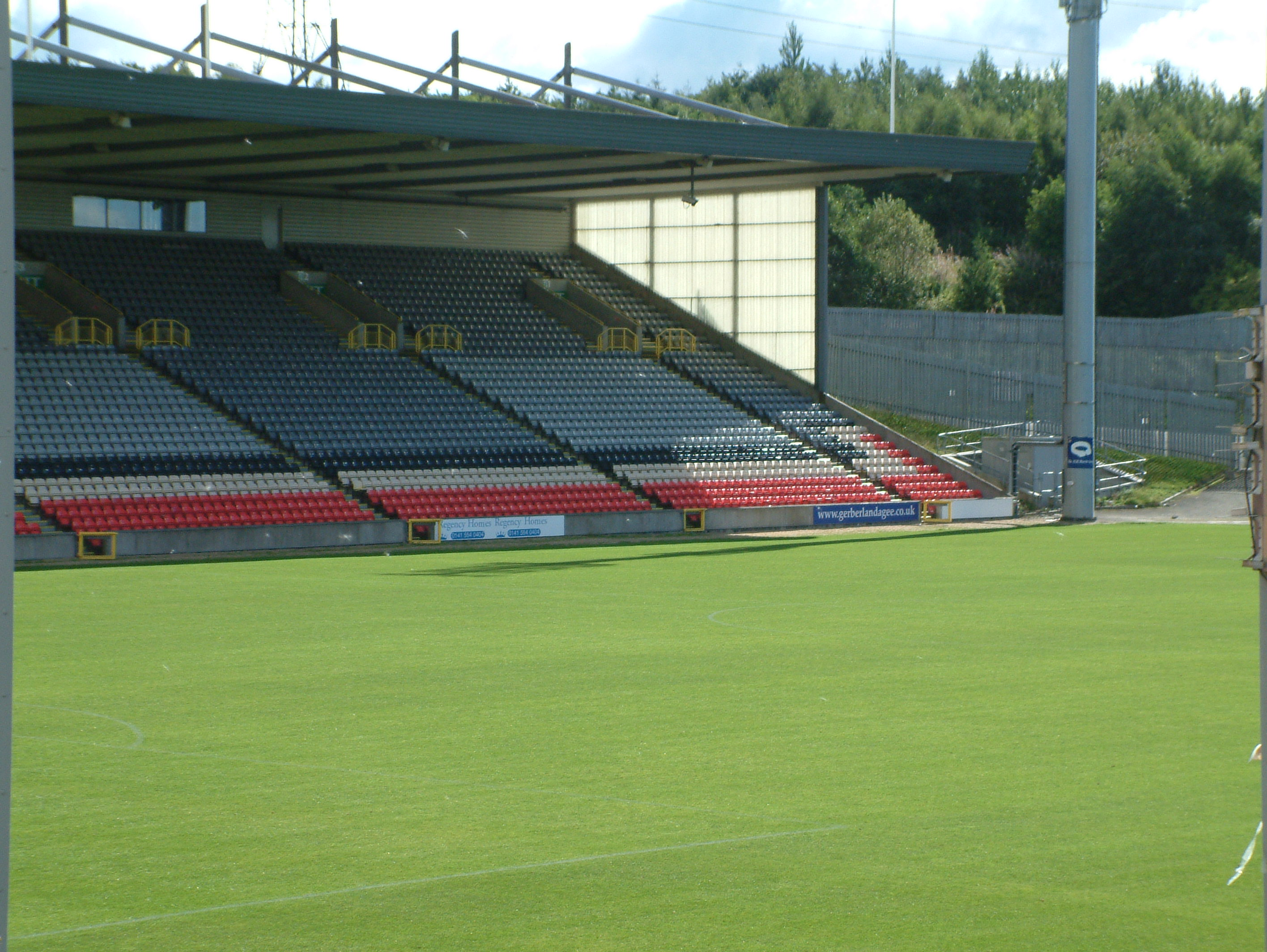
Tribuna A